# Clear Lake (Iowa)
Pour les articles homonymes, voir Clear Lake.

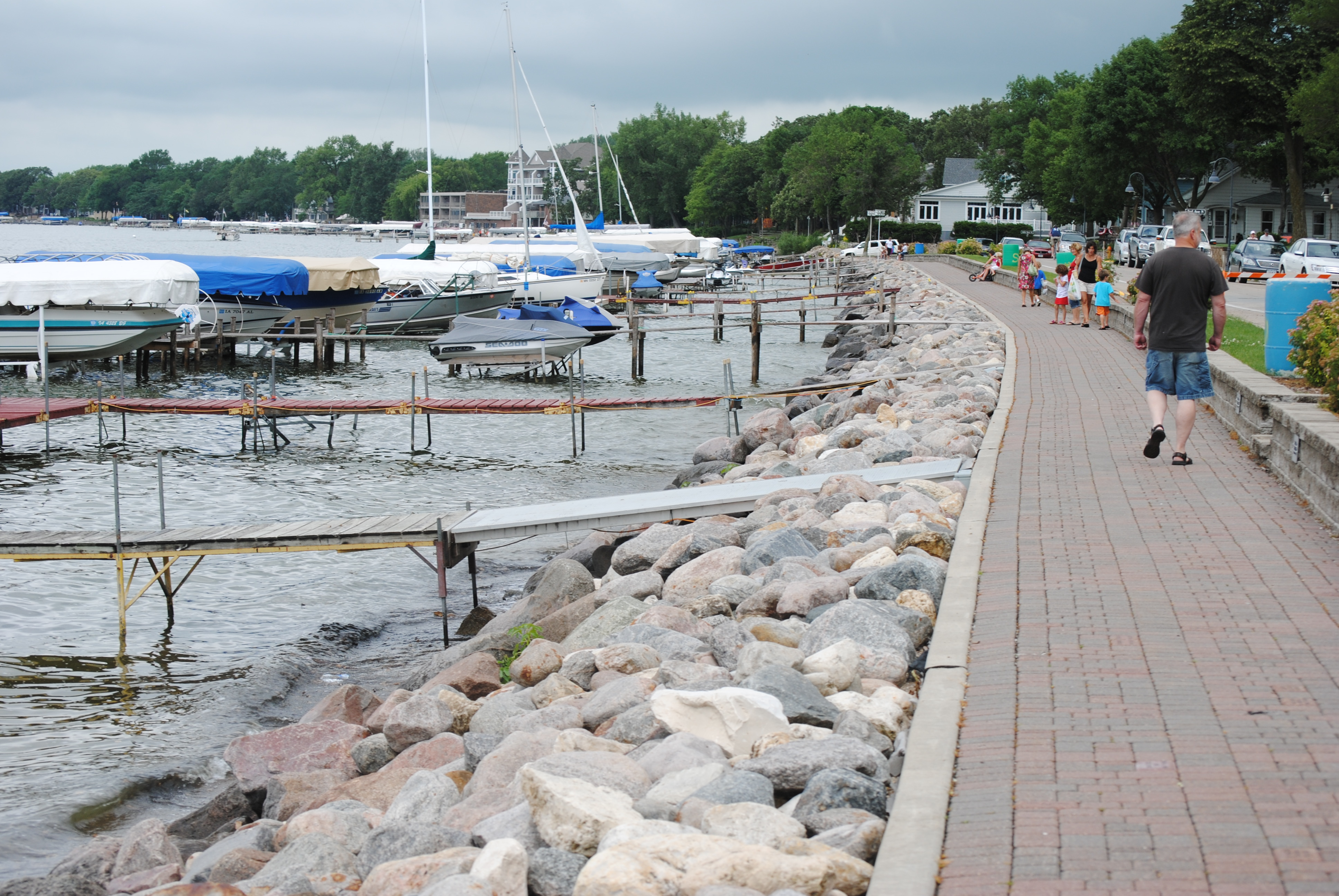
Clear Lake

Clear Lake est une localité du comté de Cerro Gordo en Iowa.

## Géographie
La population était de 8 161 habitants en 2000 et de 7 777 au recensement de 2010. 
Le nom de la ville vient du lac homonyme de 15 km2 situé à l'ouest.

## Histoire
C'est à proximité de Clear Lake que se produit le 3 février 1959 un accident d'avion dans lequel les rockeurs américains Buddy Holly, Ritchie Valens et The Big Bopper ont trouvé la mort. Ils venaient de jouer à la Surf Ballroom, classée National Historic Landmark depuis 2021.

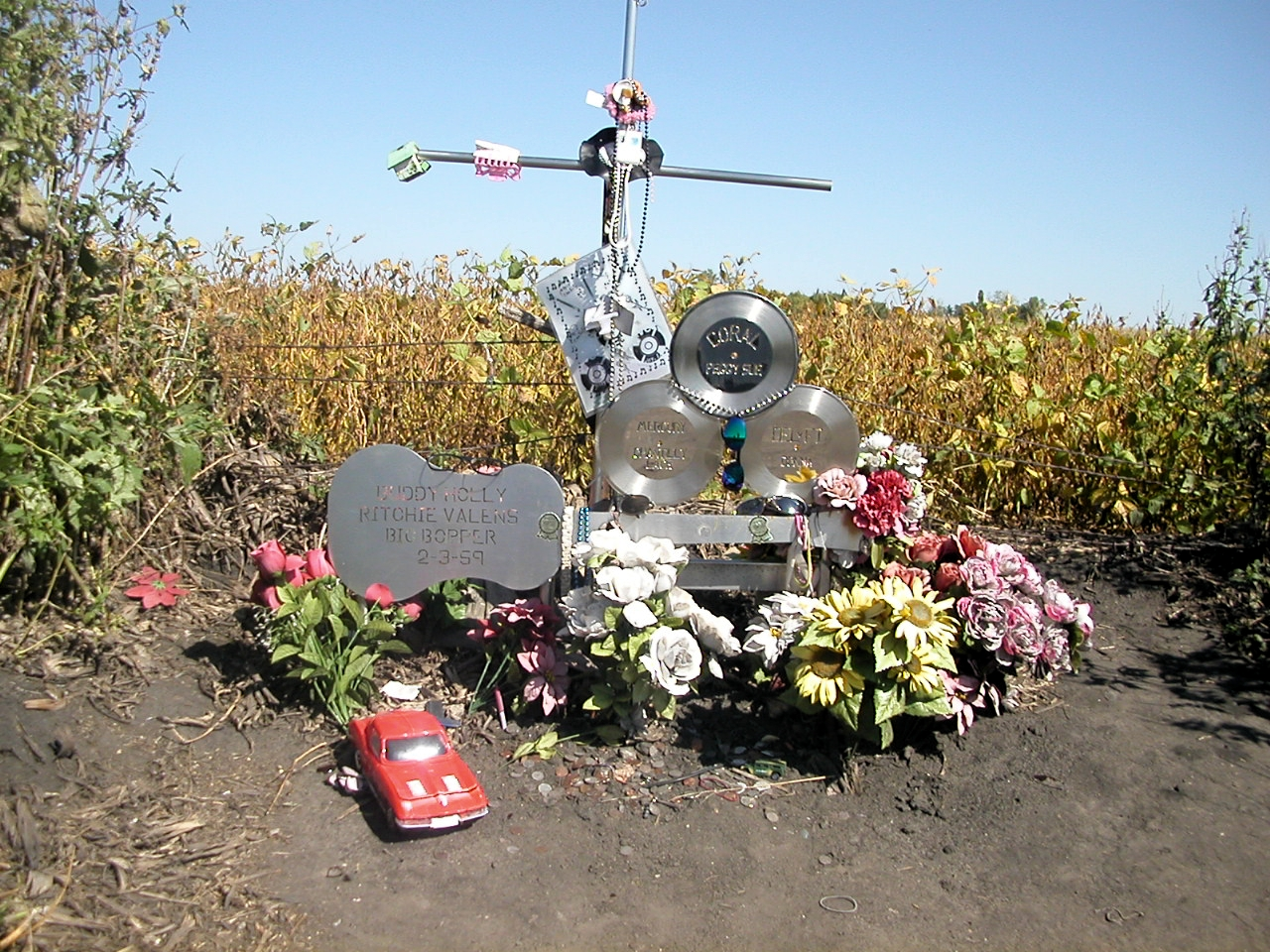
Mémorial sur le lieu du crash.